# 카렌 샌들러
카렌 샌들러(영어: Karen Sandler)는 소프트웨어 자유 단체의 이사이며, 전 GNOME 재단 이사, 변호사, 전 소프트웨어 자유 법률 센터 의 법무 자문위원이다. 뢰번 가톨릭 대학교에서 명예박사 학위를 취득했다.

## 자유 소프트웨어
2014년 3월 현재 샌들러는 소프트웨어 자유 단체의 이사이다.
2011년 6월 부터 2014년 3월까지 샌들러는 그놈 재단의 이사를 역임했으며, 하에 그놈은 더 많은 여성을 무료 및 오픈 소스 소프트웨어로 끌어들이기 위한 야심찬 프로젝트인 여성을 위한 봉사 활동 프로그램에 시작했다.
2005년 10월 31일 부터 2011년 6월 21일까지 소프트웨어 자유 법률 센터 (SFLC)에서 처음에는 변호사로 일했고 그 후 2010년 1월 6일 이후에는 조직의 법률 고문으로 근무했다.
SFLC에 있는 동안 샌들러는 자유 소프트웨어 재단, 아파치 소프트웨어 재단, X.Org 재단, 공익을 위한 소프트웨어 재단 및 소프트웨어 자유 단체 와 같은 광범위한 무료 및 오픈 소스 소프트웨어 조직에 법률  지원을 제공했다. SFLC를 통해 OSCON, SCaLE, 및 LinuxCon과 같은 콘퍼런스에서 무료 및 오픈 소스 소프트웨어 문제에 대해 . 2010년 유전성 심장질환인 비후성 심근병증을 조절하는 자신의 이식형 의료 장치(제세동기)의 소프트웨어와 관련된 문제를 조사한 후 자유 소프트웨어로 된 이식형 의료기기 개발을 촉구하는 활동을 주도했다.
소프트웨어 자유 단체에서 일하는 것 외에도 샌들러는 비영리 단체인 Question Copyright의 법률 고문( 프로 보노)으로도 활동했으며,  "Software Freedom Law Show"(2008-2010) 및 "Free as in Freedom"(2010-) 팟캐스트의 공동 진행자를 맡았다.
샌들러는 소프트웨어 자유를 촉진하는 활동으로 2017년 자유 소프트웨어 상을 받았다.
2023년에 의학 분야의 오픈 소스 애플리케이션에 대한 탁월한 헌신, 기술을 더 좋고 안전하게 만들기 위한 끊임없는 노력, 여성이자 변호사로서 기술 세계 내에서 모범적인 역할을 한 공로로 뢰번 가톨릭 대학교에서 명예 박사 학위를 받았다.

## 이전 법률 경력
SFLC에서 일하기 전에 샌들러는 뉴욕의 Gibson, Dunn &amp; Crutcher LLP, 뉴욕과 런던의 클리퍼드 찬스의 기업 부서에서 직원으로 근무했다.

## 교육
샌들러는 2000년에 컬럼비아 법학대학원에서 법학 학위를 받았으며 그곳에서 James Kent Scholar이자 Columbia Science and Technology Law Review의 공동 창립자였다. 이후 쿠퍼 유니언에서 공학 학사 학위를 받았다.